# Liste des sauts de patinage artistique

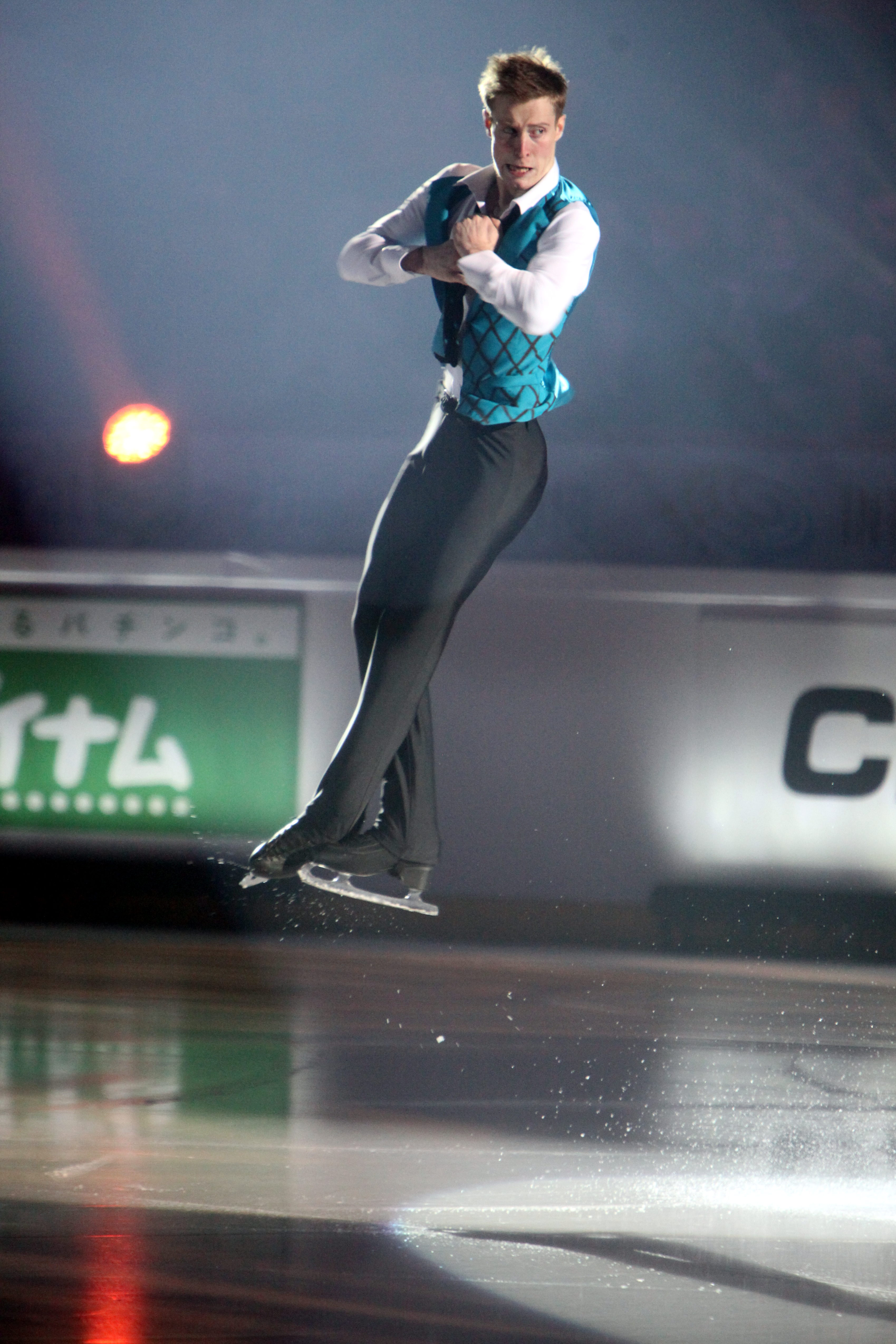
Alexander Samarin lors du Grand Prix de France 2018

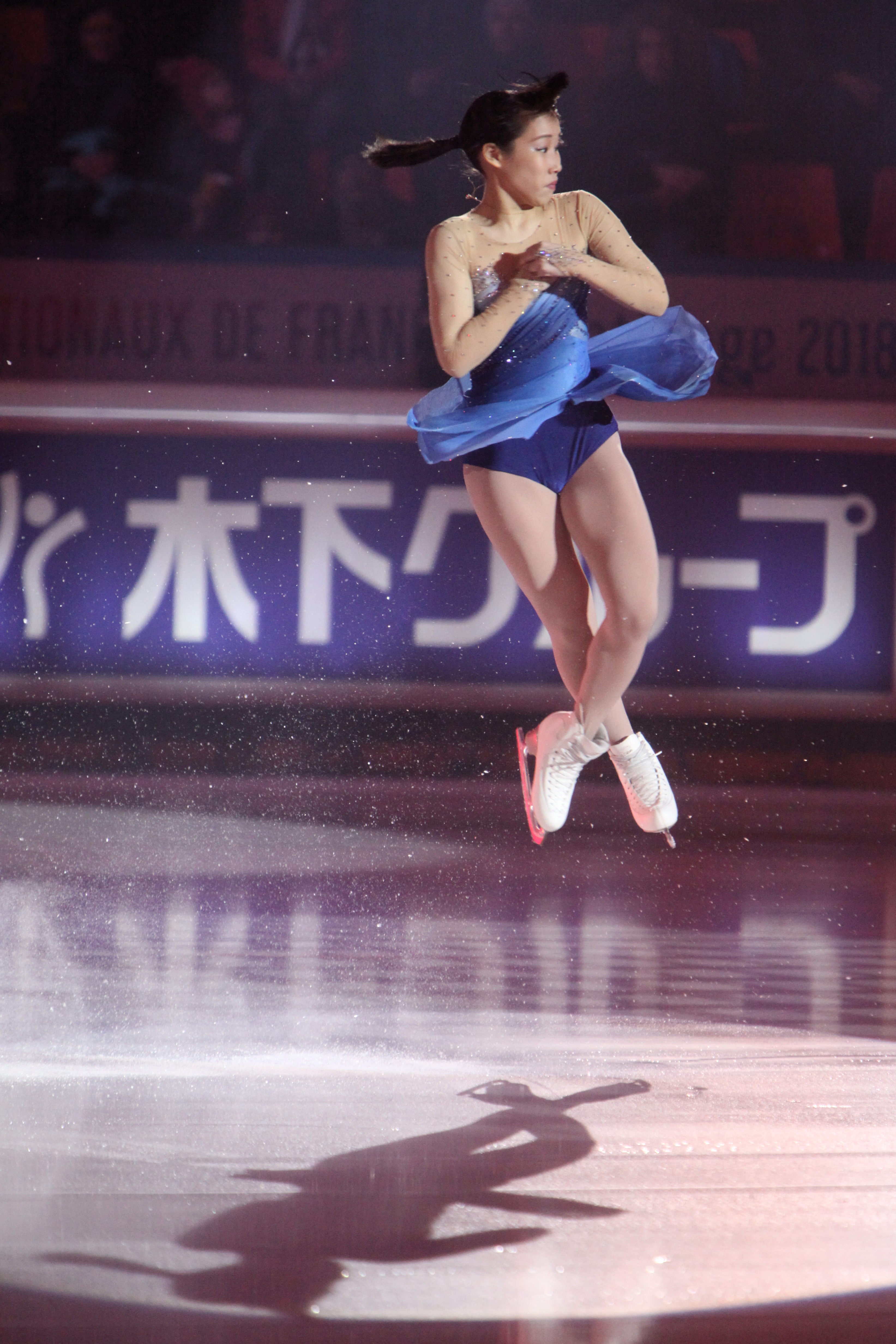
Mai Mihara lors du Grand Prix de France 2018

Il existe de nombreux sauts répertoriés et régulés en patinage artistique. Leur nom est donné par la carre de départ et de réception, par les appuis d'impulsion (carre ou piqué) ainsi que le nombre et la position des révolutions en l'air.
Les sauts sont jugés sur quatre phases : la préparation, l'appel, l'envol et la réception. La qualité d'un saut dépend de la longueur moyenne de la phase de préparation, la hauteur, la longueur, sa position organisée et maîtrisée dans les airs, le nombre de révolutions complètes, une réception sans faute, évolution suffisante en entrée et en sortie. 
Ici, seuls les sauts de droitiers sont présentés. L'équivalent pour les gauchers nécessite d'inverser les pieds de départ et d'arrivée.

## Pas de géant (ET) Saut de lapin
Saut en ligne droite ou en courbe en avant.

Pied libre lancé en avant, pied porteur montant sur la pointe, réception sur la pointe du pied libre, glissé sur le pied porteur.

S'effectue des deux côtés.
Le saut de lapin est un saut que l'on apprend en débutant. Pour le réaliser, il suffit de faire une extension et de bien plier les genoux pour la réception. 

### Saut de trois
Saut de carre.

Un demi-tour.

Virage trois sauté, carre d'appel variable.

Réception dans la direction opposée, carre opposée.

### Saut de valse (1W)
Saut de carre.

Un demi-tour.

Impulsion sur un dehors avant gauche pour les droitiers.

Rotation jambes tendues écartées, bras horizontaux.

Réception sur un dehors arrière droit pour les droitiers.

### Demi-flip
Saut piqué d'un demi-tour.

Un demi-tour.

Trois dehors avant pied gauche ou mohawk dedans pied droit, carre d'appel dedans arrière, piqué du pied droit.

Réception sur la pointe du pied droit, glissé dehors avant sur le pied gauche.
Ce saut n'est pas compté comme un véritable saut en compétition, sauf s'il est suivi d'un grand écart en l'air. Dans ce cas là, il s'agit d'un demi-flip-écart.

### Demi-Lutz
Saut piqué à contre-rotation 
Un demi-tour.

Carre d'appel dehors arrière du pied gauche, piqué du pied droit.

Réception sur la pointe du pied droit, glissé dehors avant sur le pied gauche.
Ce saut n'est pas compté comme un véritable saut en compétition de patinage

## Sauts
Ces sauts sont considérés comme « éléments » dans le CoP (« Code of Points », système de jugement adopté par l'ISU en 2005).

### Salchow (S)
(prononcé « salco»)

Saut de carre.

Se prépare avec un trois dehors avant pied gauche ou un mohawk dedans pied droit, ou un croisé arrière droite.

Impulsion sur un dedans arrière gauche.

Passage de la jambe libre devant la jambe d'appui juste avant l'impulsion.

Réception sur un dehors arrière pied droit.

### Boucle piqué (T)
(communément appelé « cherry flip » ou « toe » au Québec)
Saut piqué.

Se prépare en trois dedans pied droit ou en trois dehors pied gauche et changement de pied ou encore par en arrière pieds gauche, changement de pieds(toe flip).

Impulsion sur un dehors arrière pied droit, avec un piqué pied gauche derrière.

Léger passage de la jambe de carre.

Réception sur un dehors arrière.
Saut le plus facile.

### Boucle(ou Rittberger) (Lo)
(communément appelé « loop » au Québec)
Saut de carre.

Se prépare en grand dehors arrière pied droit ou en trois dedans pied droit ou encore en double trois pied droit.

Impulsion sur un dehors arrière pied droit, jambe libre croisée.

Réception sur un dehors arrière pied droit.
Note : le boucle, est le terme raccourci de « saut de boucle », il est du genre masculin. La boucle, du genre féminin, est une figure de glisse consistant à tracer une boucle à l'intérieur d'un cercle (elle fait partie des figures imposées).
Remarque : la préparation du boucle est identique à celle de la pirouette dehors arrière.

### Flip (F)
Saut piqué.

Se prépare en trois dehors avant ou en mohawk dedans avant ou depuis une transition qui permette de se retrouver sur la carre dedans arrière.

Impulsion sur un dedans arrière pied gauche, piqué du pied droit loin derrière.

Réception sur un dehors arrière pied droit.

### Lutz (Lz)
Saut piqué.

Se prépare en grand dehors arrière pied gauche ou en dedans arrière pied droit et croisé par-dessus du gauche.

Impulsion sur un dehors arrière pied gauche, piqué du pied droit loin derrière.

Réception sur un dehors arrière pied droit.

Saut en contre-rotation de la carre d'appel.

### Axel (A)
Saut de carre.
Impulsion sur un dehors avant gauche (comme le saut de valse).

Passage de jambe libre devant, puis à un demi-tour de rotation en l'air passage de la jambe d'impulsion en croisé par-dessus pour ainsi former la position en X.

Réception sur un dehors arrière pied droit.

L'axel fait un tour et demi.

Premier saut avant l'apprentissage des doubles.

Souvent considéré comme le saut le plus difficile.

## Sauts de liaison

### Petit piqué
Pas chassé sur les pointes.

### Demi-boucle, Euler ou saut de Thorren
Saut de carre.

Impulsion sur un dehors arrière pied droit.

Réception sur un dedans arrière pied gauche.

Mouvement de transition puis on termine par une double pirouette sur les deux pieds.

### Walley
Saut de carre.

Se prépare par un dehors arrière pied droit, changement de carre, jambe libre tendue derrière et ramenée au moment de l'impulsion.

Impulsion sur un dedans arrière droit.

Réception sur un dehors arrière.

Saut en contre-rotation de la carre d'appel.

Mouvement de transition.

S'exécute très rarement en double ou triple.
Il existe également le Walley piqué : dedans arrière du pied droit, piqué loin derrière du pied gauche. Il s'apparente à un boucle piqué dont la carre du pied droit est inversé.

## Sauts à valeur chorégraphique

### Saut écarté
Départ comme un flip ou Lutz, présentant un grand écart en suspension, latéral ou frontal.

S'effectue en saut simple ou demi-saut.

### Saut de biche
C'est un saut qui se démarre comme un saut de boucle ou un flip, d'un demi-tour, avec la jambe gauche fléchie, le genou loin en avant et la jambe droite tendue loin en arrière.

### Tour jeté
Improprement appelé feuille qui dalle (calque provenant du terme anglais falling leaf).
Saut qui prend son départ à la manière d'un boucle, d'un demi-tour, avec réception sur la carre avant gauche.

### Sauter Allongée (Flying camel)
Saut dans lequel le buste, les bras et les jambes se retrouvent horizontaux face à la glace en phase de suspension.

Souvent utilisé pour les entrée de pirouettes « flying camel » (pirouette allongée) et « flying camel sit » (pirouette assise dehors arrière).

## Tableau récapitulatif des éléments de sauts
Signification des carres, tirée de l'anglais, utilisé comme norme :
- Première lettre : R = Right, droite - L = Left, gauche
- Seconde lettre : F = Forward, avant - B = Backward, arrière
- Troisième lettre : I = Inside, dedans - O = Outside, dehors

| Nom                      | Carre d'appel | Position en l'air                   | Carre de réception | Remarque                                     |
| ------------------------ | ------------- | ----------------------------------- | ------------------ | -------------------------------------------- |
| Saut de valse            | LFO           | Bras en croix, jambes tendues écart | RBO                | Demie rotation, départ en avant              |
| Salchow                  | LBI           | Position en X                       | RBO                |                                              |
| Boucle piqué             | RBO           | Position en X                       | RBO                | Piqué du pied gauche                         |
| Boucle                   | RBO           | Position en X                       | RBO                |                                              |
| Flip                     | LBI           | Position en X                       | RBO                | Piqué du pied droit                          |
| Lutz                     | LBO           | Position en X                       | RBO                | Saut en contre-rotation, piqué du pied droit |
| Axel                     | LFO           | Position en X                       | RBO                | Départ en avant, un tour et demi             |
| Walley                   | RBI           | Position en X                       | RBO                | Saut en contre-rotation                      |
| Demi boucle (Thoren)     | RBO           | Position en X                       | LBI                |                                              |
| Axel en dedans           | RFI           | Position en X                       | RBO                | Départ pied droit                            |
| Axel réception en dedans | LFI           | Position en X                       | LBI                | Réception pied gauche                        |

## Doubles sauts, triples sauts, quads (quadruples)
Tous les sauts simples considérés comme éléments par les règlements s'effectuent en double, triple ou quadruple : le patineur effectue deux, trois ou quatre tours en l'air.

La différence entre un saut simple et un double, triple ou quadruple se situe dans un élan plus rapide, une impulsion plus forte (donc élévation plus haute, ce qui donne plus de temps pour effectuer des rotations multiples) et un serrage des segments libres plus rapide en X autour de l'axe de rotation.

### Position en X
Position de suspension en rotation en l'air pour les sauts doubles, triples et quads.

C'est la même position que la pirouette debout dehors arrière.

L'axe de rotation en l'air est matérialisé par la jambe droite autour de laquelle s'enroule la jambe gauche croisée par-dessus, ainsi que la ligne côté droite du bassin, du tronc et des épaules.

Les bras sont croisés ou serrés sur la poitrine.

Les entraîneurs demandent d'ailleurs souvent de venir serrer les bras côté droit, quoique cette pratique soit parfois contestée.

## Combinaisons et suites de sauts

### Combinaisons
Une combinaison est une succession de deux ou trois sauts dont la carre de réception du premier est la carre d'appel du second.

### Suites/séquence de sauts
Une suite ou séquence de sauts est :

- un enchaînement de deux sauts ou plus qui s’enchaînent de façon coulante et rythmique exécutés rapidement, reliés par des virages et changements de pied ;
- il ne doit pas y avoir plus de 360 degrés de rotation entre le premier et le deuxième saut pour être conforme au CoP.
- il ne faut pas plus de 6 secondes entre le premier saut de la séquence et le deuxième.

## Sauts lancés de couples
La discipline du couple oblige les couples à effectuer des sauts lancés : c'est le partenaire qui assiste la patineuse à décoller et prendre de la rotation. Les phases de suspension et de réception sont effectués par la patineuse seule.

## Back-flip et full-flip
Ce sont des sauts à rotation sur l'axe horizontal, donc la tête en bas.
Ces sauts sont interdits en compétition amateur car ils sont trop dangereux.
Michael Weiss et Liubchenko Alexander font le full-flip (back-flip vrillé), appelé aussi  tornado. Surya Bonaly était la seule patineuse au monde à réceptionner un back-flip à un pied et également à effectuer un saut carpé. Ellajd Baldé et Clément Pinel font aussi le back-flip à un pied, départ et réception.

## Historique
Les sauts sont souvent nommés en hommage à leur inventeur par le nom ou le prénom, ou à celui qui les a popularisés.
Ainsi, le norvégien Axel Paulsen invente en 1882 un saut comportant un tour et demi, nommé Axel. Le suédois Ulrich Salchow exécute en 1909 un nouveau saut, le Salchow. Le saut de boucle est parfois nommé Rittberger en hommage à l'allemand Werner Rittberger qui l'a inventé en 1910. L'autrichien Alois Lutz a donné son nom au saut à contre-rotation Lutz en 1913. En revanche, le flip, qui a été nommé d'après Bruce Mapes (en) à la fin des  années 1910, ne porte plus son nom – il n'est d'ailleurs pas certain qu'il en soit l'inventeur.
C'est en 1925 que Karl Schäfer passe le premier double saut de l'histoire, un double boucle.
L'américain Dick Button accomplira le premier triple en 1952, le triple boucle.
Le premier quadruple saut sera un quadruple boucle piqué, réussi par le canadien Kurt Browning, en 1988.
Le premier quadruple lutz en compétition internationale est réalisé le 12 novembre 2011 par l'Américain Brandon Mroz, au Trophée NHK à Sapporo,.